# Chris Beath
Chris Beath (ur. 17 listopada 1984 roku) – australijski sędzia piłkarski. Od 2011 roku sędzia międzynarodowy. Z zawodu dyrektor finansowy.
Sędzia główny podczas Pucharu Azji 2015 i 2019, Klubowych Mistrzostw Świata 2021 (w tym finału) oraz Mistrzostw Świata 2022.

## Sędziowane mecze Pucharu Azji 2015
Na podstawie:
| Mecz                                   | Data       | Miejsce                    | Runda        | Wynik | Żółta kartka | Czerwona kartka |
| -------------------------------------- | ---------- | -------------------------- | ------------ | ----- | ------------ | --------------- |
| Bahrajn – Zjednoczone Emiraty Arabskie | 15.01.2015 | Canberra Stadium, Canberra | Faza grupowa | 1:2   | 4            | 0               |

## Sędziowane mecze Pucharu Azji 2019
Na podstawie:
| Mecz                   | Data       | Miejsce                         | Runda        | Wynik | Żółta kartka | Czerwona kartka |
| ---------------------- | ---------- | ------------------------------- | ------------ | ----- | ------------ | --------------- |
| Bahrajn – Tajlandia    | 10.01.2019 | Malab Al Maktum, Dubaj          | Faza grupowa | 0:1   | 4            | 0               |
| Liban – Korea Północna | 17.01.2019 | Malab asz-Szarika, Szardża      | Faza grupowa | 4:1   | 6            | 0               |
| Iran – Japonia         | 28.01.2019 | Hazza Bin Zayed Stadium, Al-Ajn | Półfinał     | 0:3   | 5            | 0               |

## Sędziowane mecze Mistrzostw Świata 2022
Na podstawie:
| Mecz            | Data       | Miejsce           | Runda        | Wynik | Żółta kartka | Czerwona kartka |
| --------------- | ---------- | ----------------- | ------------ | ----- | ------------ | --------------- |
| Meksyk – Polska | 22.11.2022 | Stadium 974, Doha | Faza grupowa | 0:0   | 3            | 0               |